# قاي موريسون
قاي موريسون (بالإنجليزية: Guy Morrison) هو لاعب كرة قاعدة أمريكي، ولد في 29 أغسطس 1895 في هينتون في الولايات المتحدة، وتوفي في 14 أغسطس 1934 في غراند رابيدز في الولايات المتحدة.

## وصلات خارجية
- قاي موريسون على موقع كلية كرة السلة في سبورتس رفرنس.كوم (الإنجليزية)